# Pantego (Texas)
Pantego és una població dels Estats Units a l'estat de Texas. Segons el cens del 2000 tenia 2.318 habitants.

## Demografia
Segons el cens del 2000, Pantego tenia 2.318 habitants, 920 habitatges, i 720 famílies. La densitat de població era de 904 habitants/km².
Dels 920 habitatges en un 26,6% hi vivien nens de menys de 18 anys, en un 63% hi vivien parelles casades, en un 12,1% dones solteres, i en un 21,7% no eren unitats familiars. En el 18,6% dels habitatges hi vivien persones soles el 10,8% de les quals corresponia a persones de 65 anys o més que vivien soles. El nombre mitjà de persones vivint en cada habitatge era de 2,52 i el nombre mitjà de persones que vivien en cada família era de 2,84.
Per edats la població es repartia de la següent manera: un 22,3% tenia menys de 18 anys, un 6,1% entre 18 i 24, un 21,8% entre 25 i 44, un 27,6% de 45 a 60 i un 22,3% 65 anys o més.
L'edat mediana era de 45 anys. Per cada 100 dones de 18 o més anys hi havia 85,5 homes.
La renda mediana per habitatge era de 68.571$ i la renda mediana per família de 71.938$. Els homes tenien una renda mediana de 55.227$ mentre que les dones 37.969$. La renda per capita de la població era de 30.471$. Aproximadament el 5,7% de les famílies i el 6,3% de la població estaven per davall del llindar de pobresa.

## Poblacions més properes
El següent diagrama mostra les poblacions més properes.